# 솔라 항공
솔라항공(영어: Solar Air, 태국어: โซล่าแอร์)은 돈므앙 국제공항에 본사를 둔 태국의 항공사였다. 이 항공사는 2010년에 모든 운항을 중단했다.

## 항공기
항공사는 모든 항공기를 사용하지 않고 모든 노선은 녹에어가 인수했다.